# Piedraiaceae
Piedraiaceae es una familia de hongos en Ascomycota, clase Dothideomycetes.